# Nicotinémie
La nicotinémie est la concentration sanguine en nicotine, du préfixe nicotin- (nicotine) et du suffixe -émie (sang).

## Description
La nicotine de la fumée de tabac ou celle de la cigarette électronique est absorbée par le sang via les capillaires pulmonaires, et en quelques minutes tout le sang du corps qui a transité par les poumons est chargé de nicotine. Il se crée ce qu’on appelle un pic plasmatique. La sang artériel ainsi chargé atteint le  cerveau en 7 à 15 secondes.
C'est à la fin de la cigarette que le pic est le plus élevé soit 50 à 70 ng/ml et ce taux redescend à 10 à 20 ng/ml en moyenne chez le fumeur régulier.
Les pharmacothérapies d'aide au sevrage tabagique sont basées sur l'hypothèse d'un rapport direct entre la nicotinémie et la dépendance du consommateur.